# برایان دیر
برایان دیر (انگلیسی: Brian Dear؛ زادهٔ ۱۸ سپتامبر ۱۹۴۳) بازیکن فوتبال اهل بریتانیا است.
از باشگاه‌هایی که در آن بازی کرده‌است می‌توان به باشگاه فوتبال فولام و باشگاه فوتبال وستهام یونایتد اشاره کرد.